# Maldivas en los Juegos Olímpicos de Barcelona 1992
Las Maldivas estuvieron representadas en los Juegos Olímpicos de Barcelona 1992 por siete deportistas, seis hombres y una mujer, que compitieron en dos deportes.
El equipo olímpico maldivo no obtuvo ninguna medalla en estos Juegos.